# Petlja Butila
Petlja Butila is een snelwegknooppunt nabij de Bosnische hoofdstad Sarajevo. Hier kruist de A-1 de stadssnelweg van Sarajevo (Gradski Autoput Sarajevo). Het knooppunt is uitgevoerd als een halve ster en is opengesteld in 2014. Het is het enige officiële snelwegknooppunt van het land.
De A-1 loopt met 2 × 2-rijstroken langs de stad en heeft enkele aansluitingen naar het onderliggende wegennet. De A-1 loopt van Zenica in het noorden richting Mostar in het zuiden.